# Kim Mỹ
Kim Mỹ là một xã thuộc huyện Kim Sơn, tỉnh Ninh Bình, Việt Nam.

## Địa lý
Xã Kim Mỹ nằm ở phía nam huyện Kim Sơn, cách thành phố Hoa Lư 42 km, có vị trí địa lý:
- Phía đông giáp xã Kim Tân
- Phía tây giáp tỉnh Thanh Hóa
- Phía nam giáp thị trấn Bình Minh và xã Cồn Thoi
- Phía bắc giáp xã Văn Hải.

Xã Kim Mỹ có diện tích 8,49 km², dân số năm 2022 là 11.936 người, mật độ dân số đạt 1.405 người/km².
Xã này có quốc lộ 12B (tỉnh lộ 481 cũ) nối từ Quốc lộ 10 tại cầu Tuy Lộc qua Yên Lộc – Định Hóa – Văn Hải – Cồn Thoi – Bình Minh – Kim Đông tới Đê Bình Minh 2.

## Kinh tế
Xã Kim Mỹ là một xã thuộc vùng khai hoang lấn biển, được hình thành từ các luồng dân di cư đến vùng kinh tế mới những năm cuối thế kỷ 20.
Chợ Kim Mỹ tại xóm Mỹ Hóa là một trong 11 chợ trên địa bàn Kim Sơn trong danh sách các chợ loại 1, 2, 3 ở Ninh Bình.
Hiện Ninh Bình đang có dự kiến thành lập khu kinh tế mới Kim Sơn tại vùng biển bãi ngang - cồn nổi và 7 xã ven biển Kim Sơn, trong đó có Kim Mỹ. Theo quy hoạch, đường ven biển Việt Nam đoạn qua Ninh Bình sẽ đi qua xã này và xã Cồn Thoi.

## Văn hóa
Nhà thờ Giáo xứ Tân Mỹ và Nhà thờ Giáo xứ Tân Khẩn thuộc giáo phận Phát Diệm nằm trên địa bàn xã.
Xã này được UNESCO đưa vào các địa danh thuộc vùng chuyển tiếp của khu dự trữ sinh quyển thế giới châu thổ sông Hồng.